# Avestas gamla kraftstation

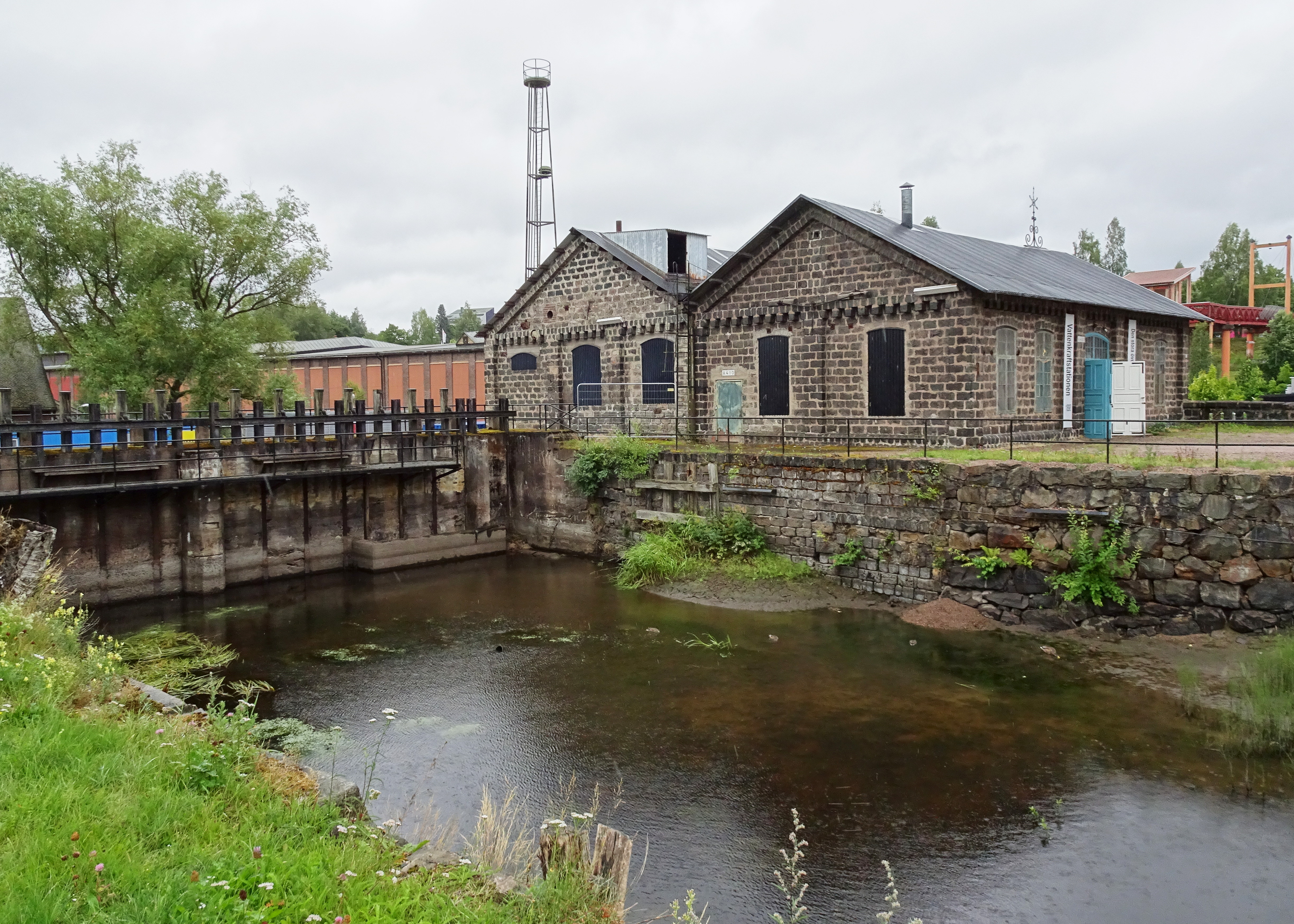
Avesta gamla kraftstation, 2016

Avestas gamla kraftstation är ett tidigare vattenkraftverk belägen på nuvarande Koppardalsvägen 62 i Koppardalen vid Avesta Jernverks gamla anläggning i Avesta, Avesta kommun, Dalarnas län. Kraftstationen var i drift mellan 1898 och 1918. I generatorhallen är en del av den ursprungliga utrustningen bevarad och byggnaden nyttjas numera som arbetslivsmuseum över kraftstationen och för tillfälliga utställningar.

## Historik

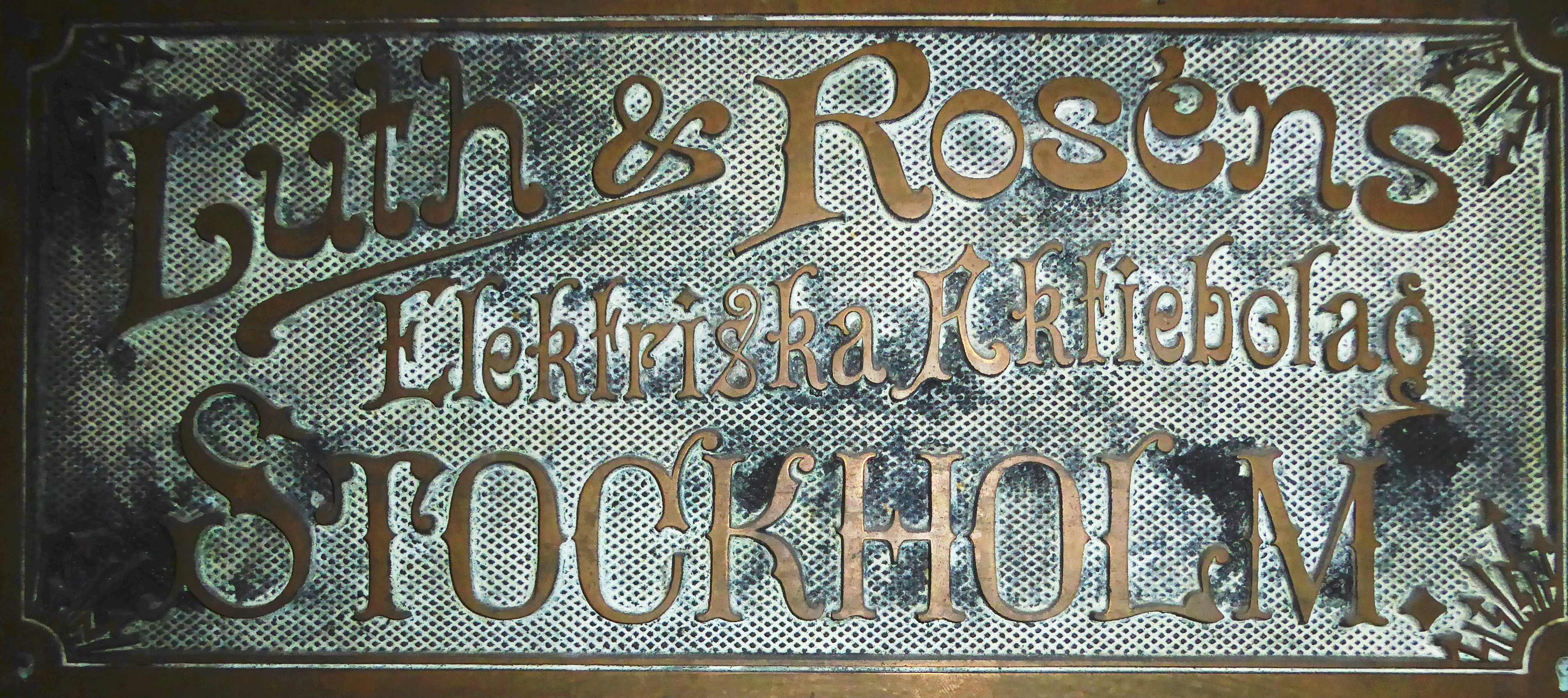
Luth & Roséns mässingskylt.

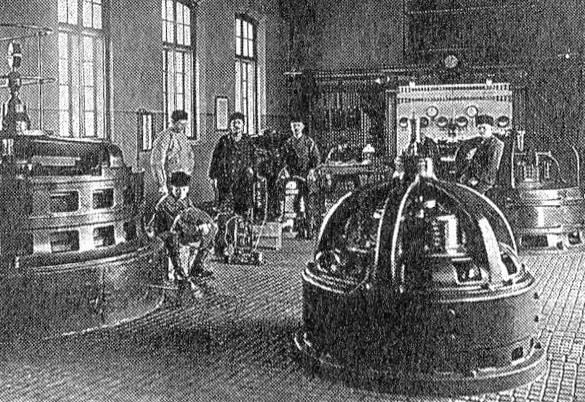
Generatorhallen 1906.

Avestas gamla kraftstation uppfördes 1898 för att förse det intilliggande Avesta Jernverk med elektricitet för belysning och elmotorer. Därmed blev man oberoende av det varierande vattenflöde i Dalälven som nyttjades för att driva olika maskiner i verket. Redan 1884 anlades Stora brukskanalen som ledde vatten från Dalälven in i verket och tillgodosåg verkets ökande energibehov. 
Avestas första elkraftstation konstruerades av Stockholmsföretaget Luth & Roséns Elektriska, som även levererade en stor del av utrustningen, bland annat en växelströmsgenerator på 174 kW och 500 volt spänning samt två likströmsgeneratorer på 150 kW och 250 volt spänning. Den fjärde generatorn producerade också likström och kom från ASEA i Västerås. Samtliga generatorer och den stora instrumenttavlan i marmor finns bevarade liksom alla fyra vattenturbiner.
Från och med oktober 1898 drev Stora brukskanalens vatten kraftstationens fyra turbiner som anordnades i en stor bassäng under stationens golv. Turbinerna var av typ francisturbin Victor 27” och kom från företaget Nell i London. Vattnet leddes sedan via en 100 meter lång utloppskanal till Flaten, som är en vik av Dalälven. Utöver elkraft till järnverket distribuerade man även likström för gatubelysning i Avesta. 
Även privatpersoner i Gamla byn och stationssamhället kunde koppla sig in på nätet och abonnera elektricitet för belysning. I Avesta Tidning annonserades redan i maj 1898 om elektricitet för privat bruk: ”De enskilde personer inom Avesta stationssamhälle hvilka önskar hyra elektriskt ljus emot en afgift af kr. 10 pr år för lampa om 16 normalljus torde sådant anmäla å Avesta Jernverks kontor före den 15:e Juni. Fri ledning erhålles till yttre väggen.”
Avestas först vattenkraftverk ersattes 1918 av Avesta Storfors II som i sin tur ersattes 1931 av nuvarande kraftverk Avesta Storfors III.

## Bilder

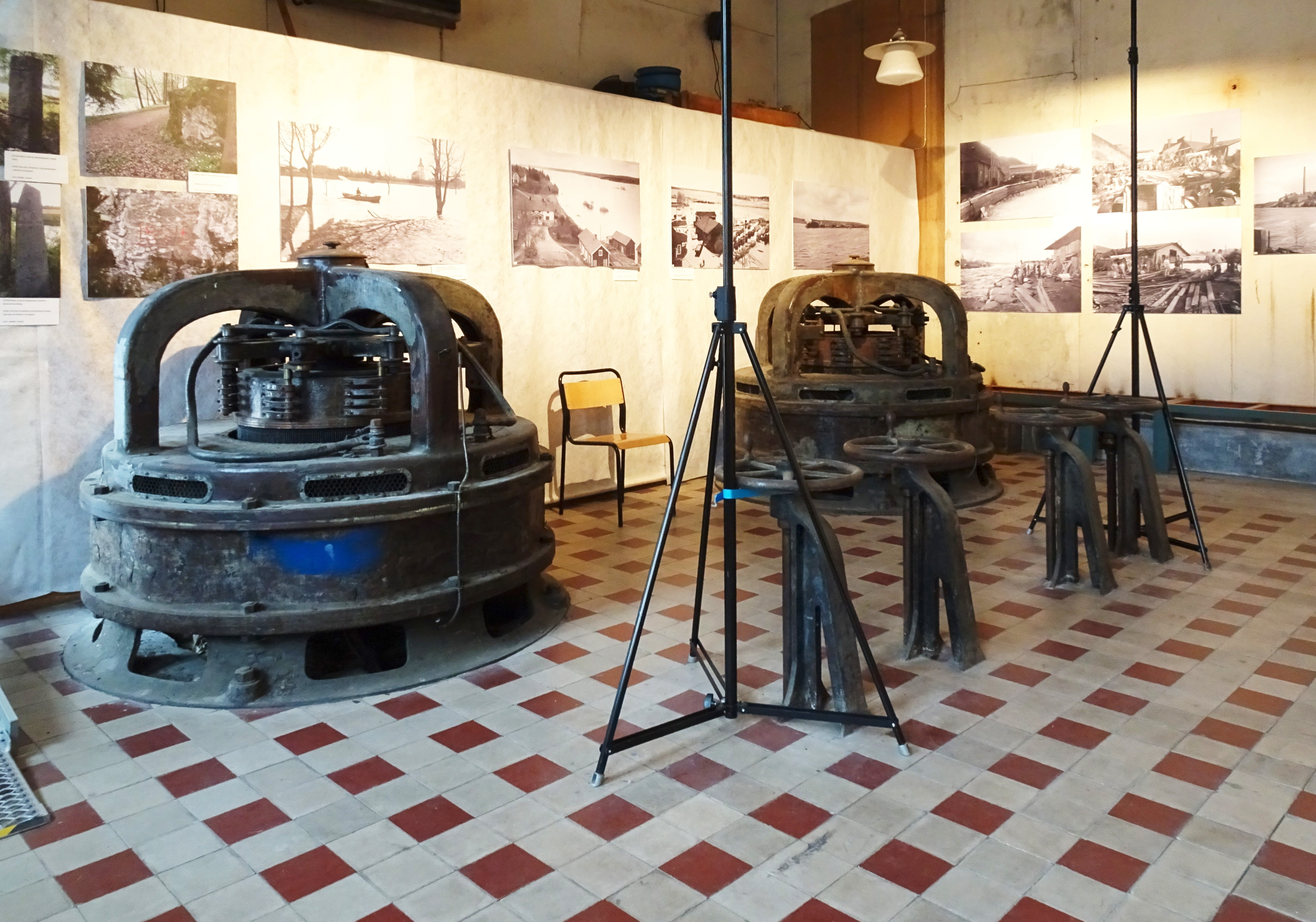
Generatorhallen med två likströmsgeneratorer
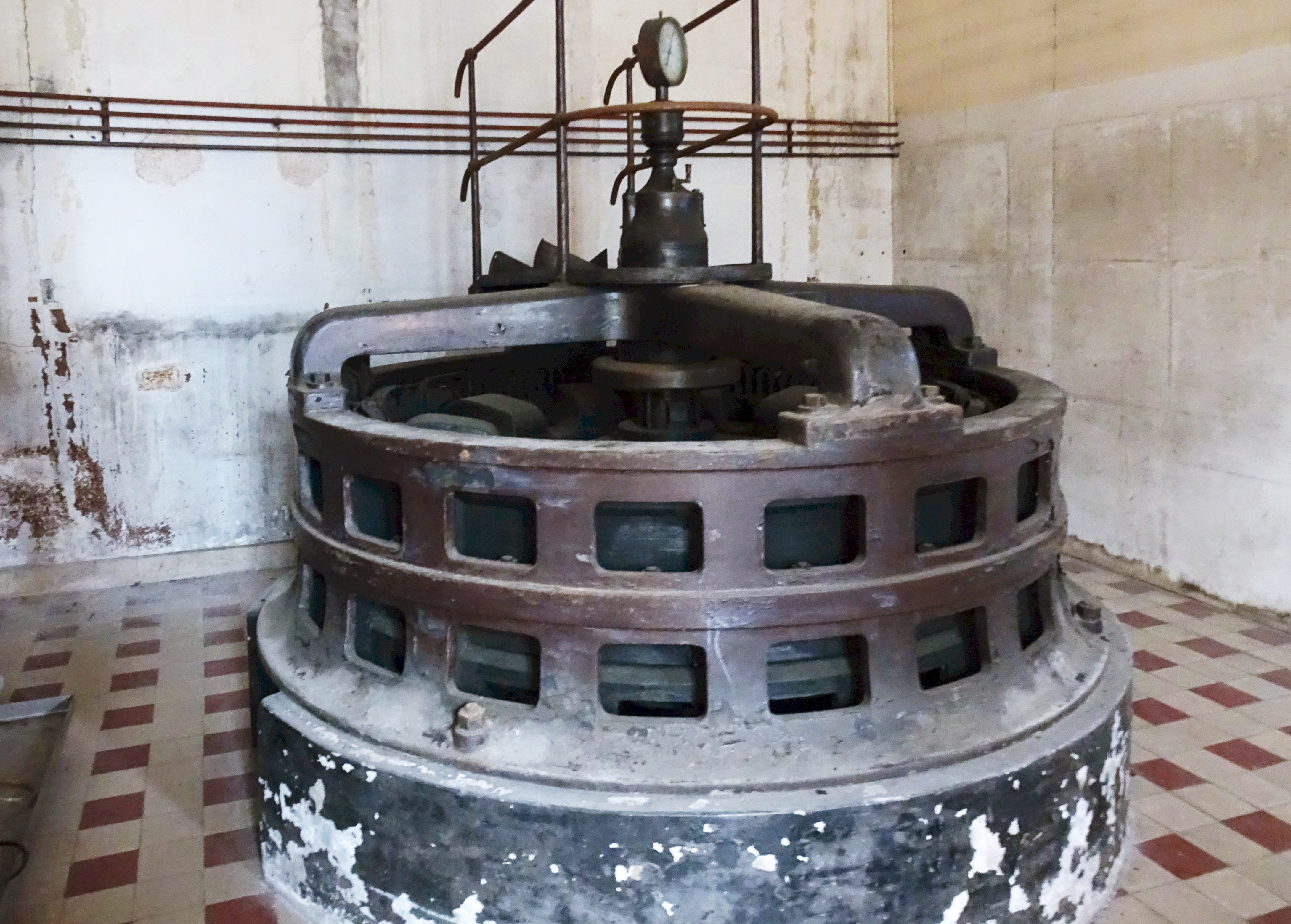
ASEA:s likströmsgenerator
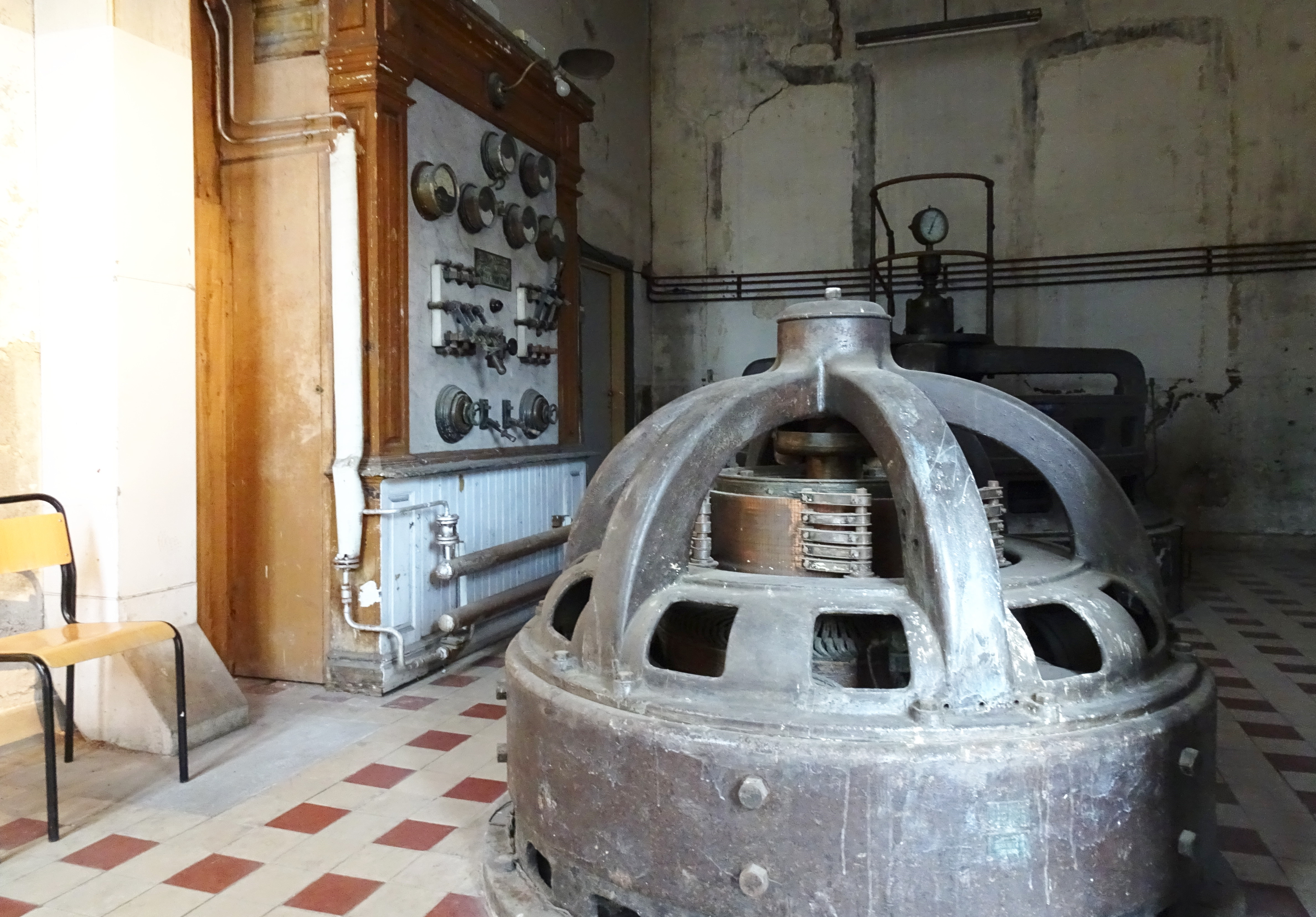
Luth & Roséns växelströmsgenerator
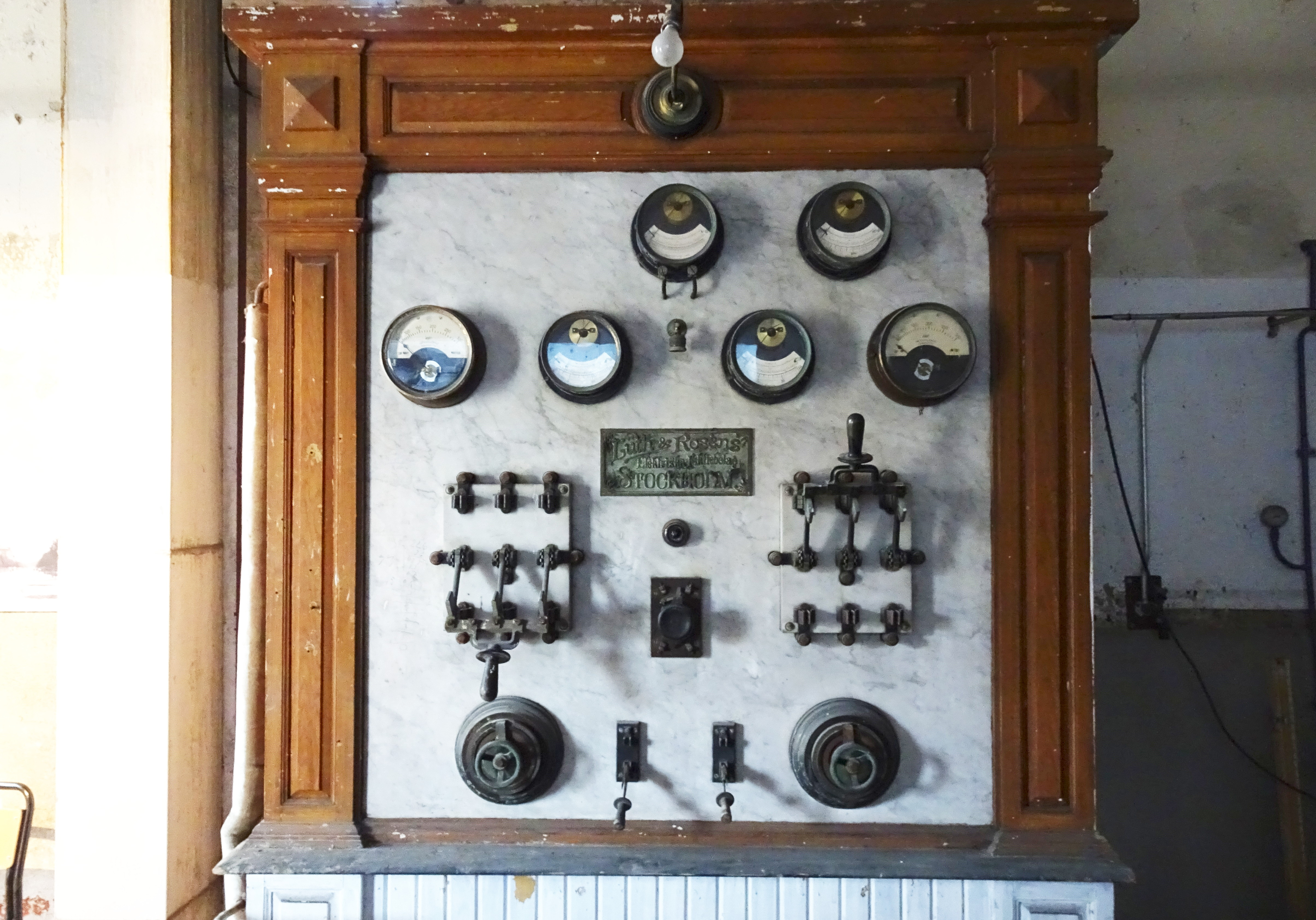
Luth & Roséns Instrumenttavla i marmor
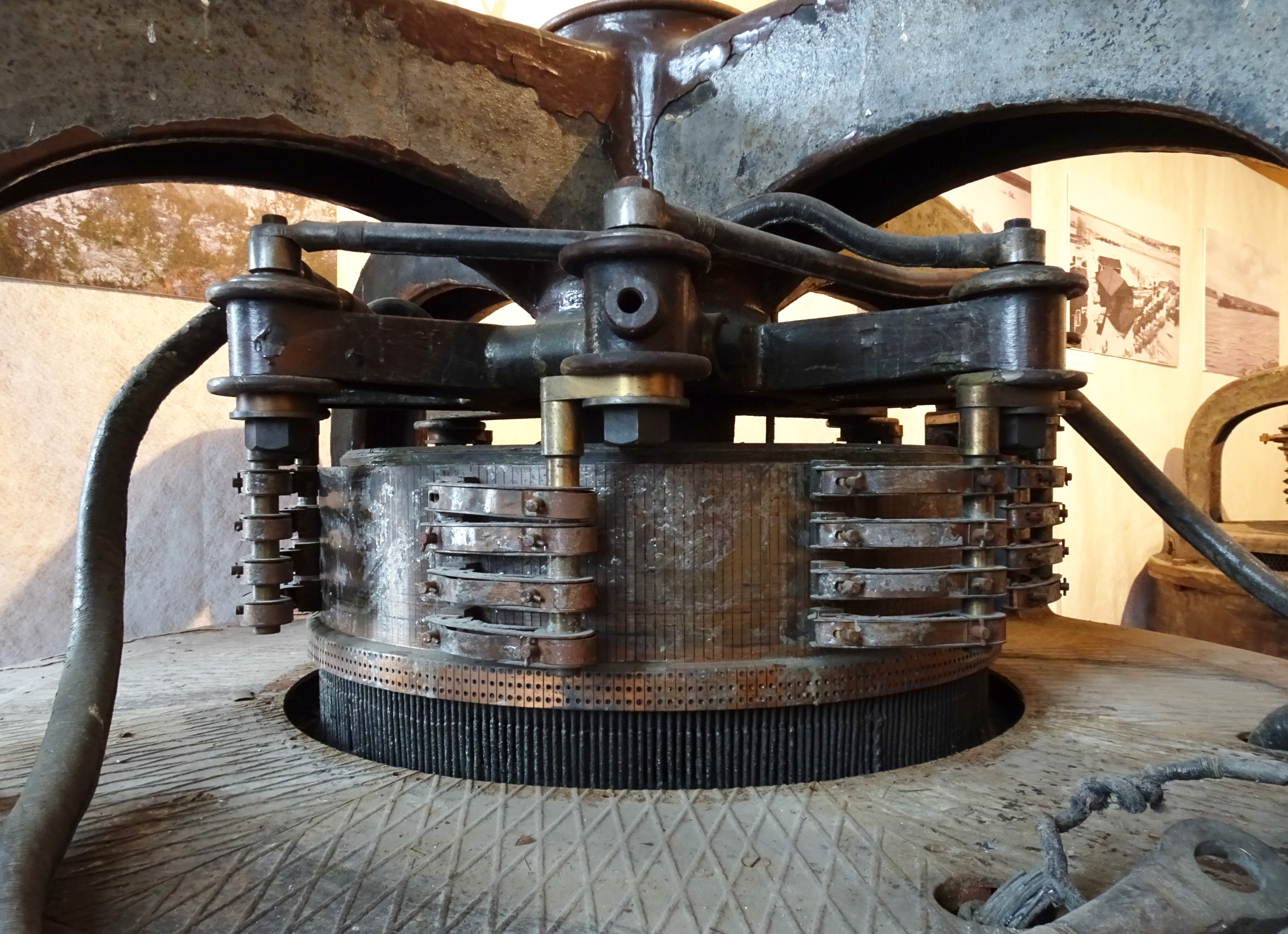
Detalj av en likströmsgenerator